# Brześć
Brześć, do 1923 Brześć Litewski, w latach 1923–1939 Brześć nad Bugiem (biał. Брэст, Берасьць, Берасьце – Brest, Bieraść, Bieraście; ros. Брест, Берестье – Brest, Bieriestje, lit. Brestas, jid. ‏בּריסק‎, hebr. ‏ברסט ליטובסק‎) – miasto w południowo-zachodniej części Białorusi, u ujścia Muchawca do Bugu, siedziba administracyjna obwodu brzeskiego i rejonu brzeskiego. Ośrodek przemysłowy, węzeł kolejowy i drogowy na granicy z Polską, znajdują się tu port rzeczny i port lotniczy. Znajdują się tu uniwersytet (1995) i politechnika (1989). Ośrodek kultury polskiej na Białorusi, polski konsulat generalny. W 2024 roku miasto liczyło 344,4 tys. mieszkańców.
Miasto królewskie, położone w końcu XVIII wieku w powiecie brzeskolitewskim województwa brzeskolitewskiego. Miejsce obrad Sejmu Wielkiego Księstwa Litewskiego. Miejsce obrad sejmików ziemskich powiatu brzeskolitewskiego od XVI wieku do pierwszej połowy XVIII wieku. Do 1945 w Polsce, od 1921 stolica województwa poleskiego, siedziba powiatu brzeskiego.

## Dane ogólne
Brześć jest szóstym pod względem liczby mieszkańców i drugim pod względem zajmowanego obszaru miastem Białorusi.
Duży ośrodek przemysłowy (m.in. produkcja maszyn i mebli), kulturalny (muzeum twierdzy brzeskiej) i naukowy (uczelnie). Działa tam także polski konsulat generalny.
Miasto jest siedzibą prawosławnej eparchii brzeskiej i kobryńskiej.

## Układ przestrzenny
Miasto Brześć położone jest na prawym brzegu Bugu i Muchawca, u zbiegu tych dwóch rzek. Przestrzeń miasta obecnie obejmuje 14 526 ha. Historyczne centrum miasta zajęte przez twierdzę brzeską, zbudowaną według projektu inż. gen. K. Oppermana, podzieloną obecnie granicami Polski i Białorusi. Kobryński forsztadt twierdzy albo miasto XIX-wieczne składa się z regularnej sieci ulic i zwartej zabudowy z XIX i XX wieku, objęty obecnie ochroną jako zabytek sztuki urbanistycznej. Pierwszy powojenny generalny plan Brześcia ułożony w 1947. Obecnie odbywa się korygowanie Generalnego Planu Brześcia z 2003. Głównymi ulicami przebiegającymi ze wschodu na zachód są: Sergo Ordżonikidze, Adama Mickiewicza, Puszkińska, Władimira Majakowskiego, Nikołaja Gogola (dawna Tadeusza Kościuszki), Siemiona Budionnego, Feliksa Dzierżyńskiego, Moskiewska (dawna Jagiellońska), Internacjonalna (dawna Szpitalna). Główne ulice przebiegające z północy na południe to: Włodzimierza Lenina, Karola Marksa, Komsomolska, Pograniczników Sowieckich, 17 Września, Sowiecka, Waleriana Kujbyszewa, Dmitrija Karbyszewa, Bulwar Kosmonautów, Tarasa Szewczenki. Centralnym punktem miasta jest plac Lenina (dawny Traugutta) położony u zbiegu ulic Lenina (dawnych Bulwarnej), Unii Lubelskiej i Puszkińskiej (dawna 3 maja).
W połowie XX wieku miasto przekroczyło granicę dawnego forsztadtu.
Obszary przemysłowe i mieszkalne w II połowie XX w. z dominującą zabudową blokową zostały ulokowane w dzielnicach wschodnich (Wschod-1, Wschod-2 itd). Początek wieku XXI charakteryzuje się powiększeniem zabudowy mieszkalnej w dzielnicach położonych w południowych częściach miasta Kowalewo i Wulka. Znajdują się tam także m.in. dwa polskie cmentarze. Według korygowanego obecnie planu miasta w jego obręb dołączono wsie Guli i Wołki.

## Historia

### Średniowiecze

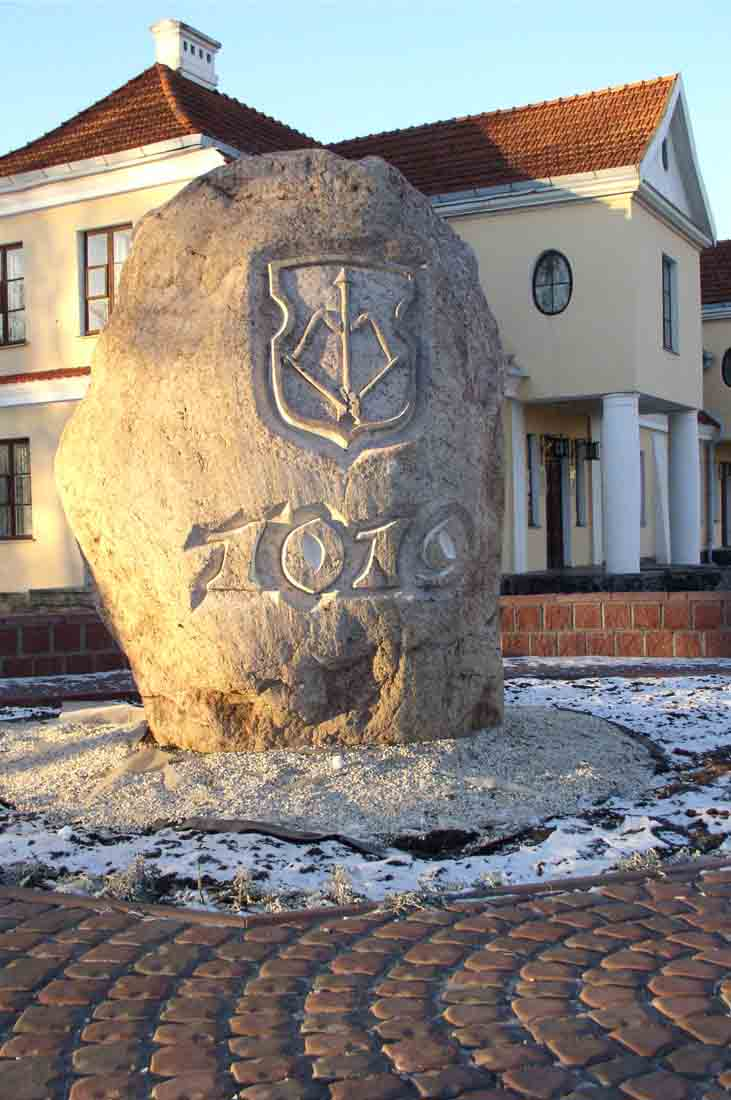
Kamień upamiętniający wzmiankę o Brześciu z 1019

Brześć jest jedną z najstarszych miejscowości na Polesiu. W początkach XI wieku powstał gród będący centrum politycznym i gospodarczym, który obok grodów w Zbuczu, Klukowiczach i Zajączkach, był najbardziej na wschód położonym grodem związanym z „mazowiecką” falą zasiedlenia dorzecza środkowego Bugu i po założeniu przez Piastów wchodził w skład państwa Bolesława Chrobrego Brześć został zdobyty przed 1019 podczas zbrojnego podbijania tych terenów przez książąt kijowskich. Po raz pierwszy w źródłach pisanych pojawił się pod nazwą Berestie w ruskim latopisie pt. Powieść minionych lat pod datą 1019, jako miasto na Rusi Kijowskiej. W 1020 został zdobyty przez Bolesława I Chrobrego i włączony do Polski. Z kolei w 1044 został zdobyty przez kniazia kijowskiego Jarosława Mądrego. Miasto odzyskał dla Polski Bolesław II Szczodry, i Powieść minionych lat odnotowała pod datą około 1097, że Brześć wciąż należał do Polski. W XII wieku Brześć wchodził w skład Księstwa Turowskiego, a następnie halicko-wołyńskiego rozbitej dzielnicowo Rusi. W 1164 został przejściowo zdobyty przez Litwinów.
W 1180 należące do księcia Wasylka, szwagra księcia Leszka, zagarnął książę miński Włodzimierz. Po długiej i wyczerpującej wojnie Włodzimierza z polskimi książętami – Leszkiem i Kazimierzem Sprawiedliwym – Brześcia ostatecznie nie udało się odzyskać; ale Wasylko przekazał wszelkie prawa do swoich włości Leszkowi, po którym dziedziczył książę Kazimierz II Sprawiedliwy. Brześć został wkrótce opanowany przez Światosława Mścisławowicza, siostrzeńca Kazimierza, który jednak został w 1182 wygnany z grodu, w związku z czym poprosił o pomoc krewniaka, który pokonał odsiecz Wsiewołoda Wołyńskiego z Bełza i po 12 dniach oblężenia zdobył Brześć. Po otruciu Światosława, również dzięki interwencji Kazimierza w 1183, władcą Brześcia został brat Światosława – Roman halicki. Kazimierz ponownie na trwałe zajął Brześć w 1191. W 1220 miasto zostało częścią księstwa pińskiego.
W 1241 gród spalili Tatarzy.
Ziemie w widłach Bugu i Muchawca zajął po 1258 Wojsiełk, syn Mendoga. Przypuszczalnie to on zbudował wieżę obronną na planie czworokąta, która została rozebrana w latach 30. XIX wieku podczas rozbudowy nowożytnej twierdzy. W 1282 Brześć przyłączył ponownie do Polski książę Leszek Czarny.
Ponownie do Litwy przyłączył Brześć książę litewski Giedymin około 1320. W 1349, po dziewięciu dniach oblężenia, zdobył Kazimierz Wielki, jednak na mocy traktatu z 1351 Brześć wrócił do Litwy, co potwierdził też traktat z 1366. Zabudowania otaczające wieżę były w średniowieczu zdobywane kilkakrotnie przez Krzyżaków, m.in. w 1379. Po drugiej stronie rzeki rozbudowała się osada – później także ufortyfikowana.

### Brześć po unii w Krewie
Na mocy unii w Krewie w 1386 wraz z Wielkim Księstwem Litewskim Brześć został formalnie włączony do Królestwa Polskiego. W 1390 gród, jako pierwszy spośród miejscowości leżących na terytorium dzisiejszej Białorusi, otrzymał od księcia Witolda Kiejstutowicza magdeburskie prawa miejskie.

Herb Brześcia nad Bugiem

W początku grudnia 1409 r. w Brześciu odbył się zjazd króla Władysława Jagiełły, księcia Witolda Kiejstutowicza, wodza Tatarów – sułtana Kipczaku Salladyna i podkanclerzego arcybiskupa Mikołaja Trąby w celu zaplanowania wojny z zakonem krzyżackim. Miasto wystawiło własnymi siłami chorągiew, która następnie brała udział w bitwie pod Grunwaldem. W 1413 Brześć stał się siedzibą starostwa w nowo utworzonym województwie trockim Wielkiego Księstwa Litewskiego. Rozwojowi miasta sprzyjało położenie na skrzyżowaniu szlaków handlowych i wodnych. Było także częstym miejscem spotkań polskich i litewskich dostojników.
W 1500 zamek w Brześciu wytrzymał oblężenie 15 tys. Tatarów pod wodzą chana krymskiego Mengli I Gireja, jednak samo miasto zostało spalone. Od 1520 Brześć był siedzibą powiatu w nowo utworzonym województwie podlaskim Wielkiego Księstwa Litewskiego. W 1554 król Zygmunt II August nadał miastu herb. W 1563 w Brześciu Mikołaj Radziwiłł Czarny wydał w języku polskim Biblię brzeską. W 1566 król Zygmunt August utworzył województwo brzeskie (brześciańskie) ze stolicą w Brześciu.

### W latachwolnej elekcji
Na mocy unii lubelskiej w 1569 Brześć znalazł się w granicach Rzeczypospolitej Obojga Narodów.
Miasto jest znane z zawartej w 1596 unii brzeskiej między katolikami a prawosławnymi, która przetrwała na tych terenach 300 lat.

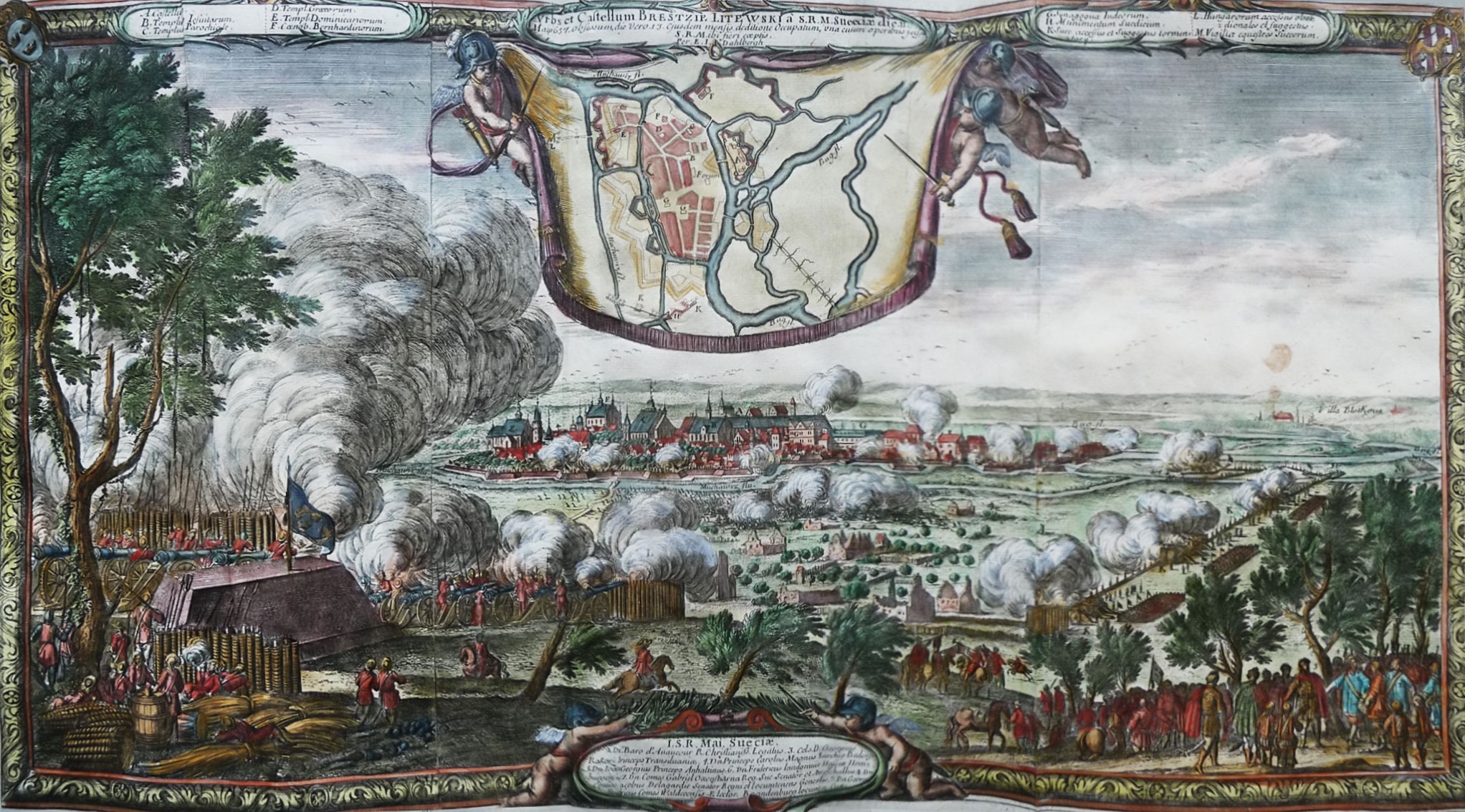
Oblężenie Brześcia w 1657

Brześć został zdobyty podczas oblężenia Kozaków Chmielnickiego w 1648. W latach 1654–1655 wydano konstytucje sejmowe w sprawie fortyfikacji miasta, dzięki czemu Brześć otrzymał dość nowoczesne obwarowania. W tym czasie zamek i miasto były tak silnie ufortyfikowane, że w 1655 wojska moskiewskie pod dowództwem Urusowa i Boratyńskiego odstąpiły od oblężenia po odmowie poddania twierdzy przez kasztelana Melchiora Stanisława Sawickiego.
Podczas potopu szwedzkiego wojska szwedzkie rozpoczęły oblężenie zamku i miasta w dniu 21 maja 1657. W związku z nieukończeniem na czas fortyfikacji Brześć poddała się oddziałom Karola Gustawa i wojskom księcia siedmiogrodzkiego Rakoczego, ale polski garnizon wierny królowi Janowi Kazimierzowi wyszedł z Brześcia przy rozwiniętych chorągwiach, pod bronią, mając zagwarantowany swobodny przemarsz. Kozacy Rakoczego z Wołoszy i z Ukrainy dowodzeni przez Ferencza Serpina zapuszczali głęboko zagony na Wołyń i Polesie tępiąc unię brzeską i mordując jej obrońców; np. księcia Czartoryskiego i jego rodzinę oraz setki księży. Zamek odbiła szlachta województwa brzeskiego pod dowództwem podczaszego litewskiego M. Radziwiłła. By wzmocnić obronność w 1659 wydano następną konstytucję sejmową. Podczas odbudowy w 1660, 13 stycznia zamek z zaskoczenia zdobyły wojska moskiewskie pod dowództwem Iwana Chowańskiego. Wojska polskie odbiły Brześć w 1661.
Po tym okresie bezustannego zdobywania i odbijania zamku, nastąpił nieco spokojniejszy okres, przerwany dopiero w 1706 opanowaniem zamku przez Szwedów pod dowództwem Meyerfeldena. W 1769 Brześć był ważnym ośrodkiem konfederacji barskiej i oparciem dla oddziału Kazimierza i Franciszka Pułaskich. W 1792 Polacy pod wodzą Szymona Zabiełły stoczyli po Brześciem bitwę z Rosjanami.

### Wzaborze rosyjskim
Po III rozbiorze Polski w 1795 Brześć przypadł Imperium Rosyjskiemu.
W 1833 imperator Mikołaj I Romanow nakazał budowę twierdzy w Brześciu. Miał to być system fortyfikacji, trzymających w ryzach podbitą Polskę.
Na terenie zamku i miasta zbudowano twierdzę według projektów Maleckiego, Opermana i Feldmana. Zabudowę miejską podobnie jak w Bobrujsku wyburzono, poza niektórymi budynkami murowanymi jak np. klasztorem jezuitów z 1623, gdzie umieszczono kancelarię i klasztorem bazylianów (Białym Pałacem) z 1629, gdzie umieszczono kasyno oficerskie. W Białym Pałacu właśnie w marcu 1918 podpisano pokój brzeski pomiędzy Imperium Rosyjskim i Cesarstwem Niemieckim. Twierdza składała się z Cytadeli i trzech dzieł obronnych (Kobryńskiego, Wołyńskiego i Terespolskiego) połączonych czterema mostami i bramami. Umocnienie Wołyńskie powstało na miejscu średniowiecznego grodziska i klasztoru bernardynów z 1781, który przebudowano na szpital.
Później Rosjanie wielokrotnie rozbudowywali twierdzę. W jednej z fos twierdzy pochowano potajemnie księdza Stanisława Brzóskę (1831–1865), który był jednym z najdłużej działających dowódców w powstaniu styczniowym.
Według imperialnych danych w 1897 Brześć liczył 46 568 mieszkańców, będąc trzecim najludniejszym miastem guberni grodzieńskiej po Białymstoku i Grodnie.

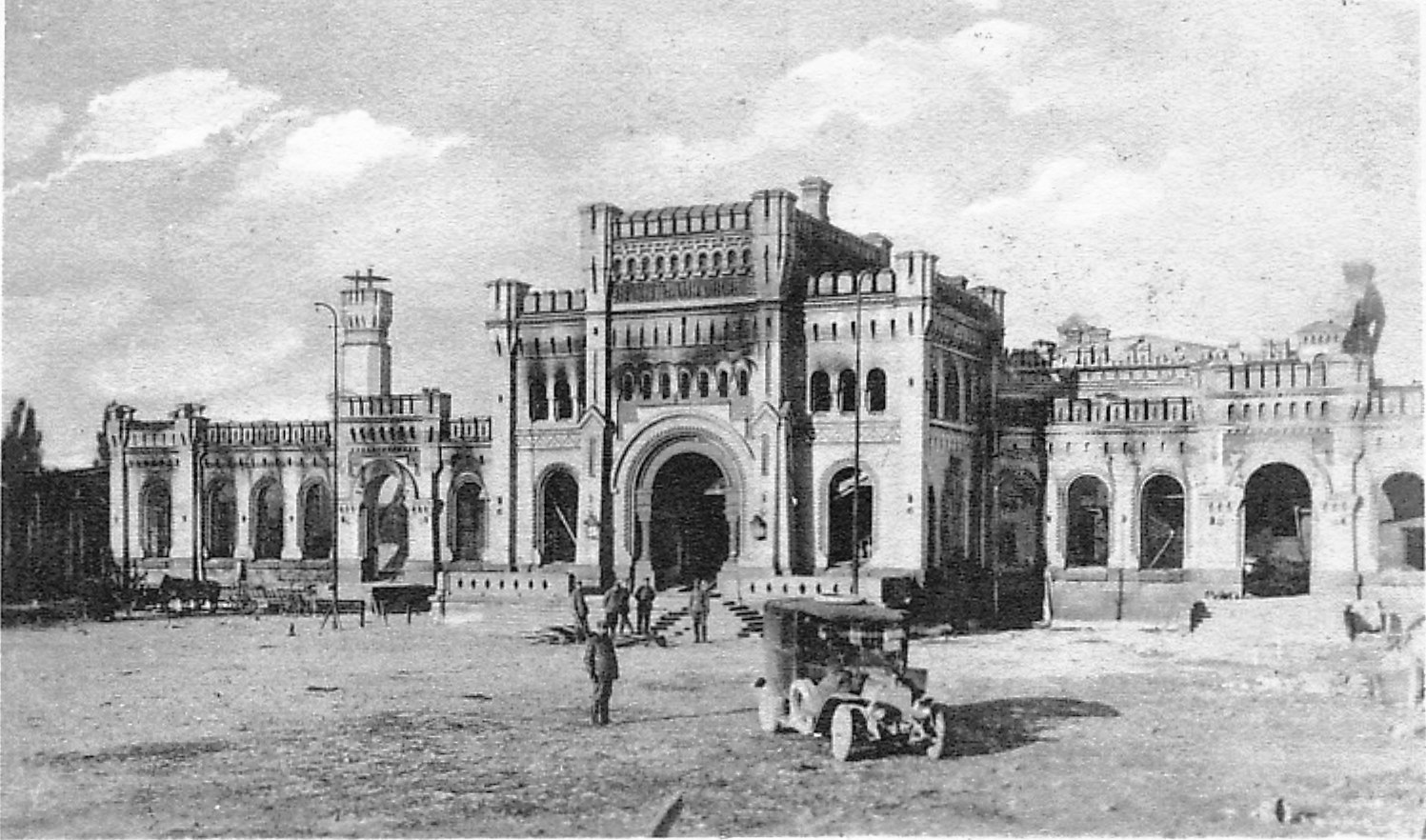
Dworzec kolejowy w Brześciu (1915 rok)

W 1902 w Brześciu sformowano jeden z pierwszych imperialnych oddziałów aeronautycznych wyposażonych w balony obserwacyjne (piąty, po Ossowcu, Modlinie (Nowogeorgijewsk), Dęblinie (Iwangorod) i Warszawie). W 1906 otwarto Park Miejski.
W latach 1911–1914 Rosjanie ponownie rozbudowali umocnienia twierdzy, wznosząc zewnętrzną linię obronną o długości 45 km, złożoną z czternastu fortów położonych w odległości 6–7 km od twierdzy.
Podczas I wojny światowej twierdza nie została jednak wykorzystana w celach obronnych. Rosjanie opuścili ją bez walki we wrześniu 1915, podpalając miasto, które spłonęło w 80%. W 1918 Cesarstwo Niemieckie i Austro-Węgry podpisały w Brześciu dwa traktaty pokojowe: z Ukraińską RL i z Rosyjską FSRR. Do lutego 1919 Brześć pozostawał pod okupacją niemiecką.

### W granicach odrodzonej Polski
9 lutego 1919 Brześć został odbity z rąk Niemców przez polski ochotniczy oddział Samoobrony Wileńskiej pod dowództwem podrotm. Jerzego Dąbrowskiego. Polski oddział poniósł niewielkie straty, zdobywając jednocześnie na Niemcach znaczne ilości sprzętu. Wkrótce do Brześcia dotarły od zachodu jednostki 9 Dywizji Piechoty dowodzonej przez gen. Antoniego Listowskiego. Ochotnicy z Samoobrony Wileńskiej weszli w jej skład jako Dywizjon Jazdy Wileńskiej.

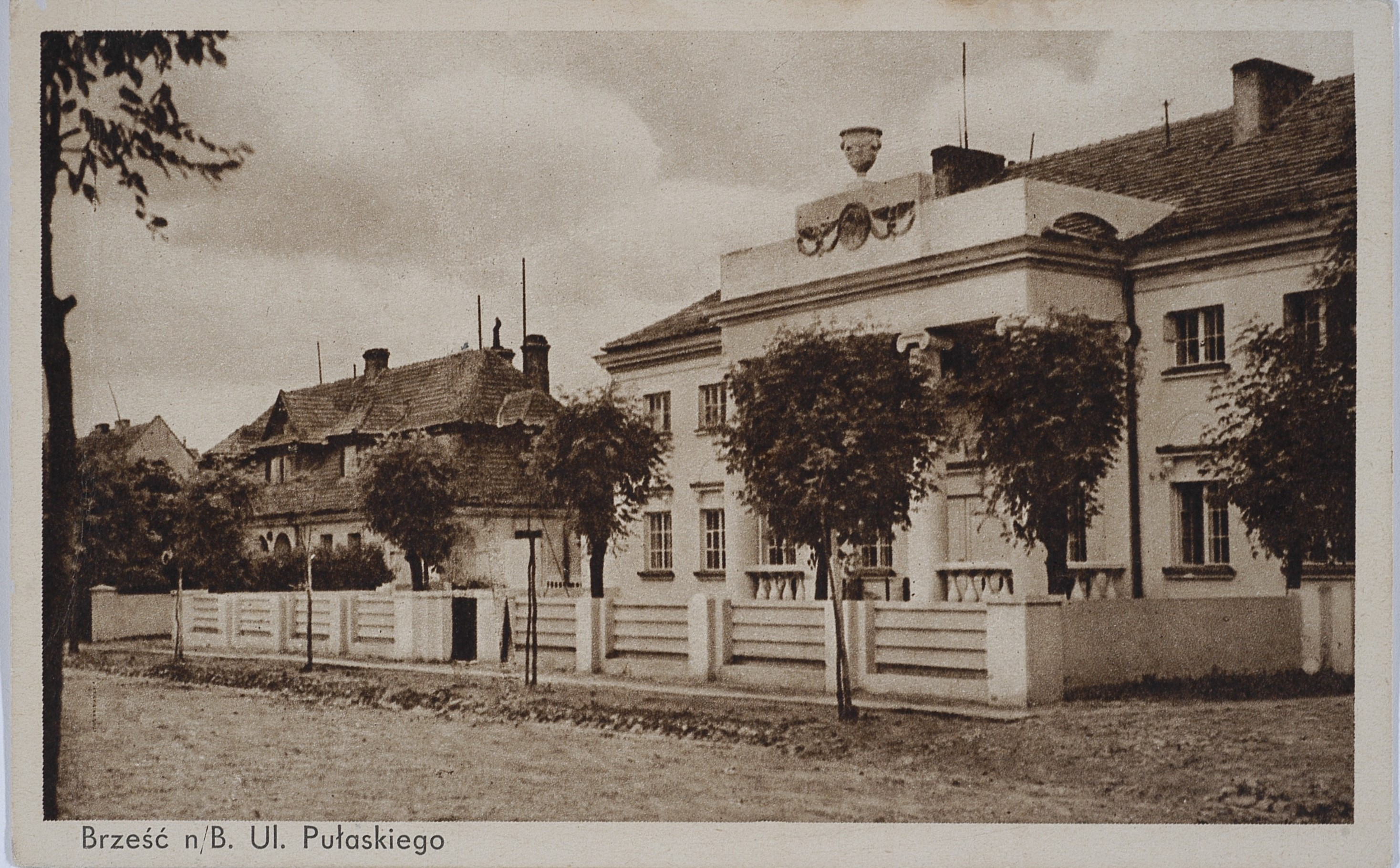
Ulica Pułaskiego w Brześciu w 1938

Po wojnie Brześć wraz z zachodnim Polesiem wszedł w skład Rzeczypospolitej Polskiej i stał się w 1921 stolicą województwa poleskiego. Wojewodą był m.in. Wacław Kostek-Biernacki. W 1930 w twierdzy brzeskiej przetrzymywano wielu więźniów opozycyjnych (m.in. Wincenty Witos, Wojciech Korfanty, Norbert Barlicki, Stanisław Dubois, Herman Lieberman), którzy za swoją działalność w Centrolewie stanęli przed sądem w słynnym procesie brzeskim.
W mieście stacjonowało wiele jednostek Wojska Polskiego, w tym dowództwa Okręgu Korpusu nr IX i 9 Grupy Artylerii oraz 35 Pułk Piechoty, 82 Syberyjski Pułk Piechoty, 4 batalion pancerny i 6 batalion saperów.
W 1929 i 1933 do miasta włączano części gmin Kamienica Żyrowiecka i Kosicze. W 1933 terytorium miasta powiększono także kosztem gminy Kobylany.
W 1931 miasto liczyło 48 431 mieszkańców. Brześć był wówczas piątym (po Lwowie, Wilnie, Stanisławowie i Grodnie) najludniejszym miastem spośród utraconych przez Polskę 14 lat później.
W maju 1937 w mieście doszło do rozruchów antyżydowskich, w których zginęło trzech[wymaga weryfikacji?] Żydów a ponad pięćdziesięciu zostało rannych. Dzielnica żydowska została zdemolowana. Starosta i policja pozostali bierni. Również wojsko, mimo obecności w mieście, nie interweniowało. W rezultacie zamieszki trwały 16 godzin.

### Okupacja radziecka i niemiecka

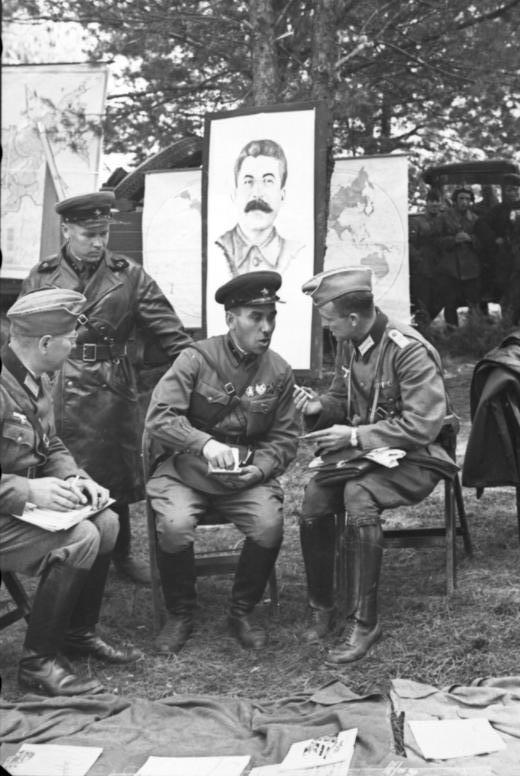
Oficerowie radzieccy i niemieccy podczas rozmowy w Brześciu we wrześniu 1939

W czasie kampanii wrześniowej stacjonowały tu 151. i 152. eskadry myśliwskie, a także 16 Eskadra Towarzysząca. W dniach 7-11 września 1939 w mieście przebywał marszałek Edward Rydz-Śmigły wraz z Kwaterę Główną Naczelnego Wodza. 11 września sformowano tu improwizowane Zgrupowanie „Brześć”, które w dniach 14–17 września broniło twierdzy przed atakami niemieckiego XIX Korpusu Armijnego (mot.).
W Brześciu żołnierze Armii Czerwonej z 29. Brygady Czołgów pod dowództwem kombryga Siemiona Kriwoszeina przejęli miasto i twierdzę od dowódcy niemieckiego XIX KA (mot.).
Po 17 września 1939 miasto zostało zaanektowane przez ZSRR i przekazane do Białoruskiej SRR jako ośrodek administracyjny nowo powołanego obwodu brzeskiego. 22 września 1939, na ulicy Unii Lubelskiej odbyła się wspólna defilada wojsk niemieckich i radzieckich.
W 1941 odbyła się obrona twierdzy przed wojskami niemieckimi.
W czasie okupacji niemieckiej działało w mieście getto, a Niemcy wymordowali większość miejscowych Żydów w Bronnej Górze. Niemcy okupowali Brześć do lipca 1944, po czym rozpoczęła się ponowna okupacja radziecka.

### Okres powojenny

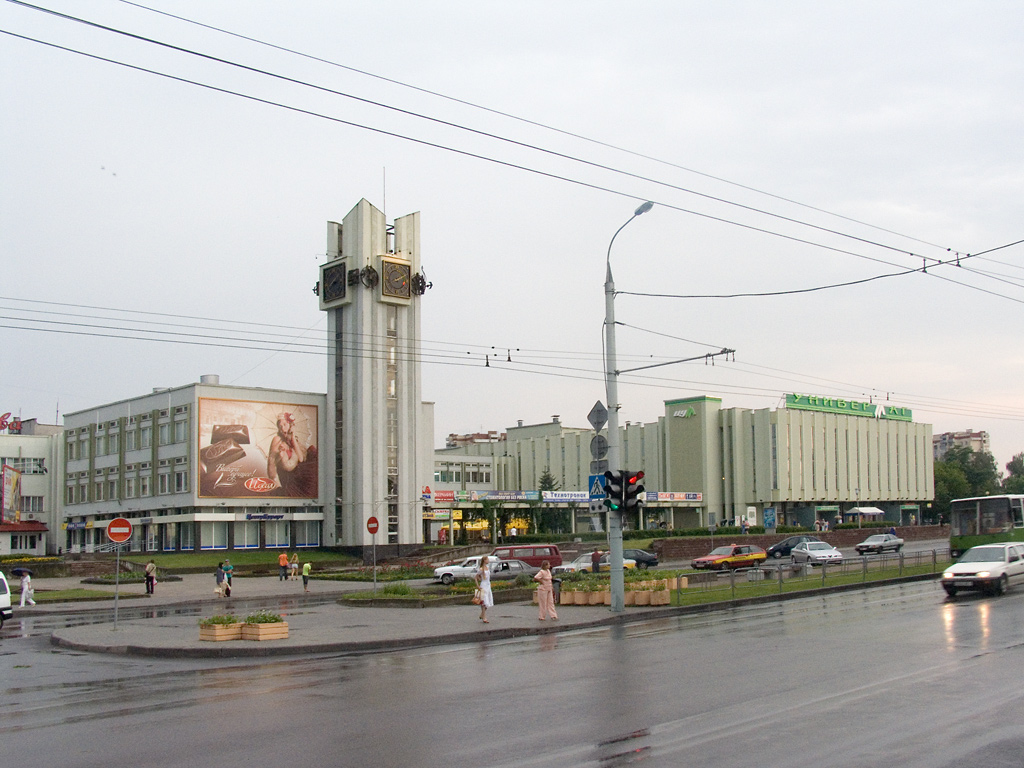
Centrum handlowe

Po II wojnie światowej Brześć wszedł w skład Białoruskiej SRR i stał się centrum administracyjnym obwodu brzeskiego. Miasto stało się jednym z największych ośrodków przemysłowych republiki, stacjonował w nim silny radziecki garnizon wojskowy, działało także najważniejsze z trzech przejść granicznych pomiędzy Polską a ZSRR. Liczba mieszkańców gwałtownie wzrastała. W latach 40. i 50. miały miejsce akcje przesiedleńcze Polaków z Brześcia na terytoria w nowych granicach Polski. Z Brześcia wyjechało 70,10% osób zarejestrowanych jako chętni do przesiedlenia, co stanowiło najwyższy odsetek na terenie Białoruskiej SRR.
W 1981 uruchomiona została w Brześciu komunikacja trolejbusowa.
Od 1991 należy do Białorusi, jest siedzibą władz obwodu.
Obwód brzeski uczestniczy w polsko-ukraińsko-białoruskim Euroregionie Bug.

## Zabytki
istniejące:

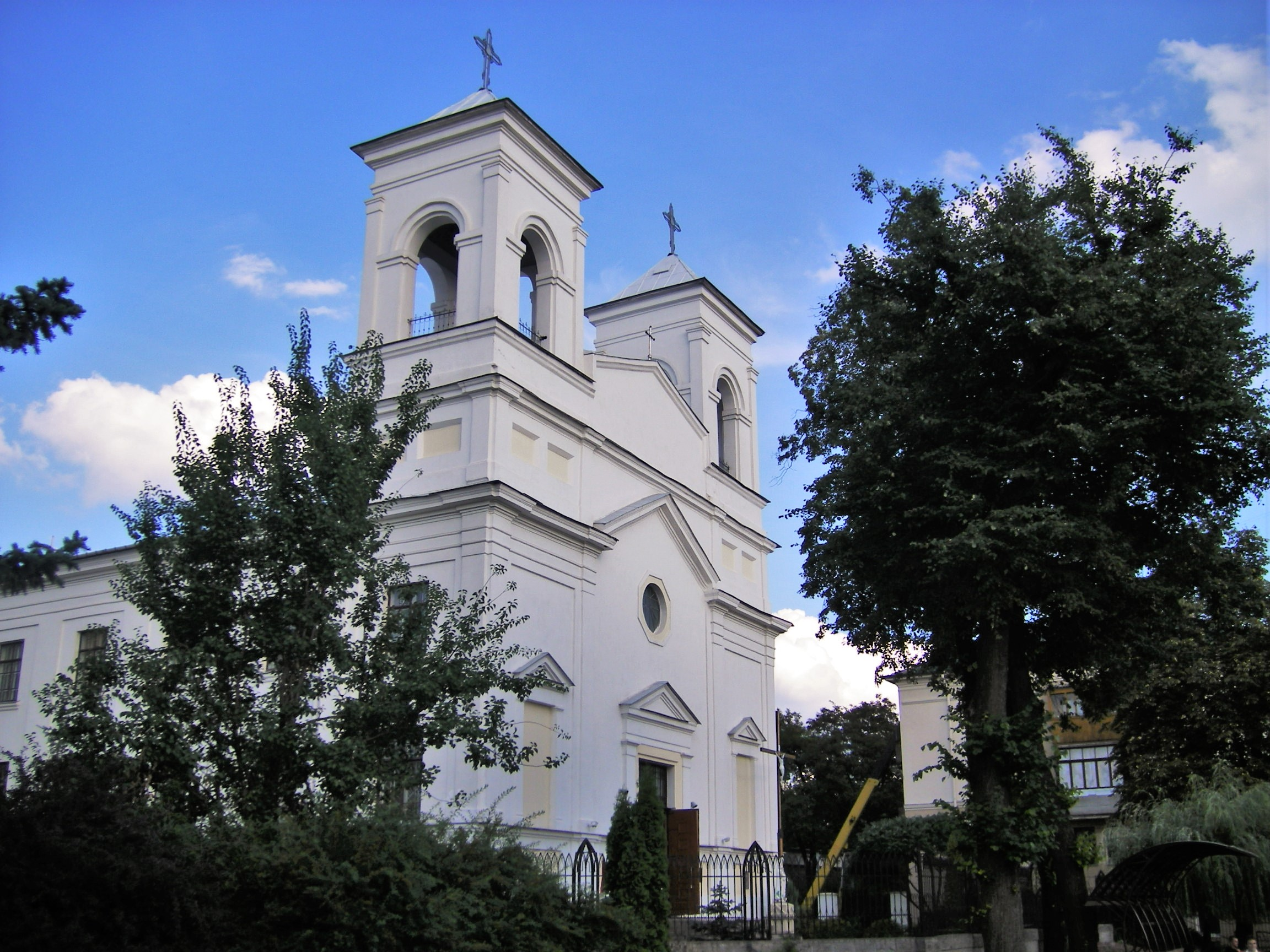
Kościół Podwyższenia Krzyża Świętego z 1856 r.

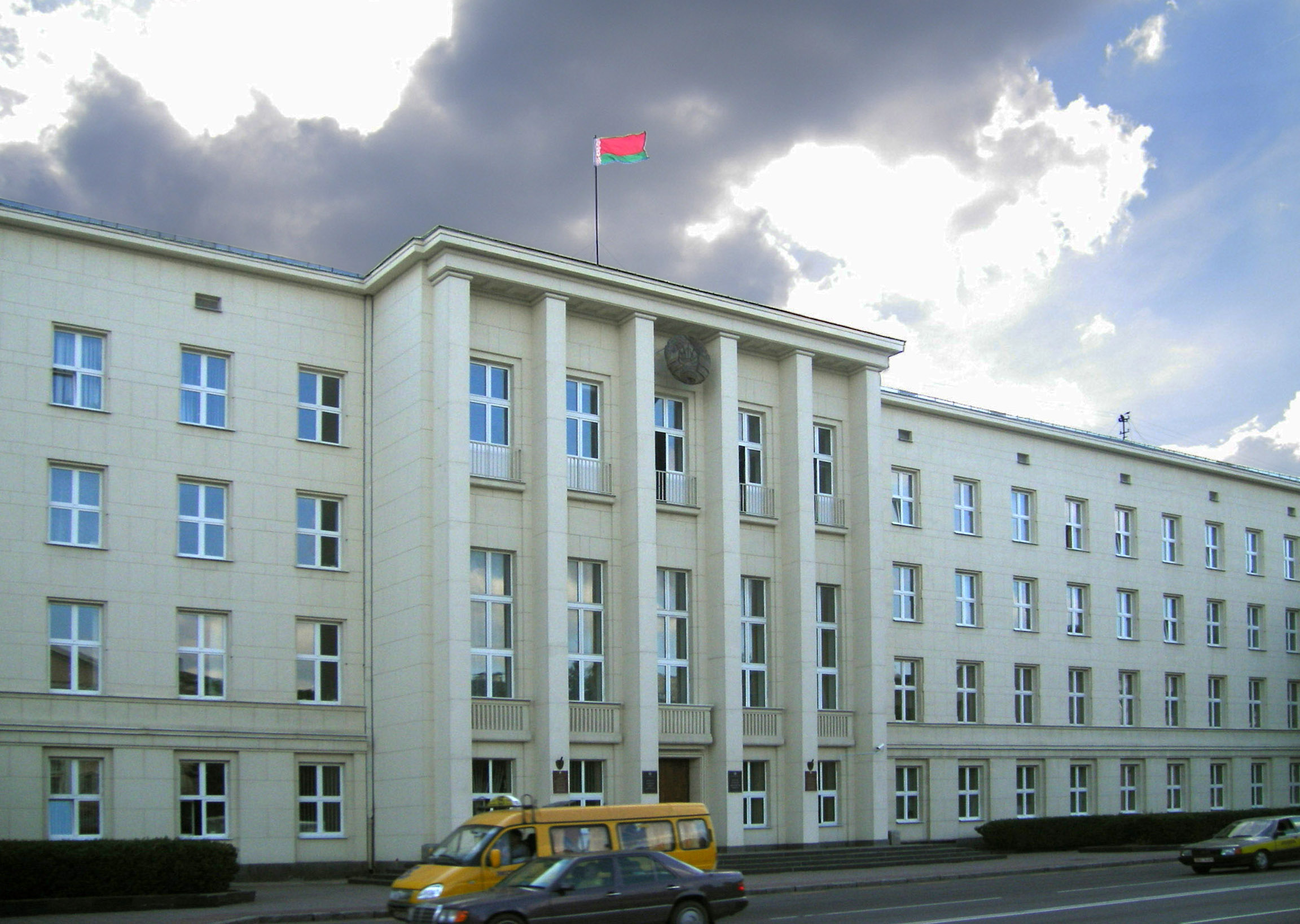
Urząd Wojewódzki z okresu II RP (obecnie budynek administracji obwodu brzeskiego)

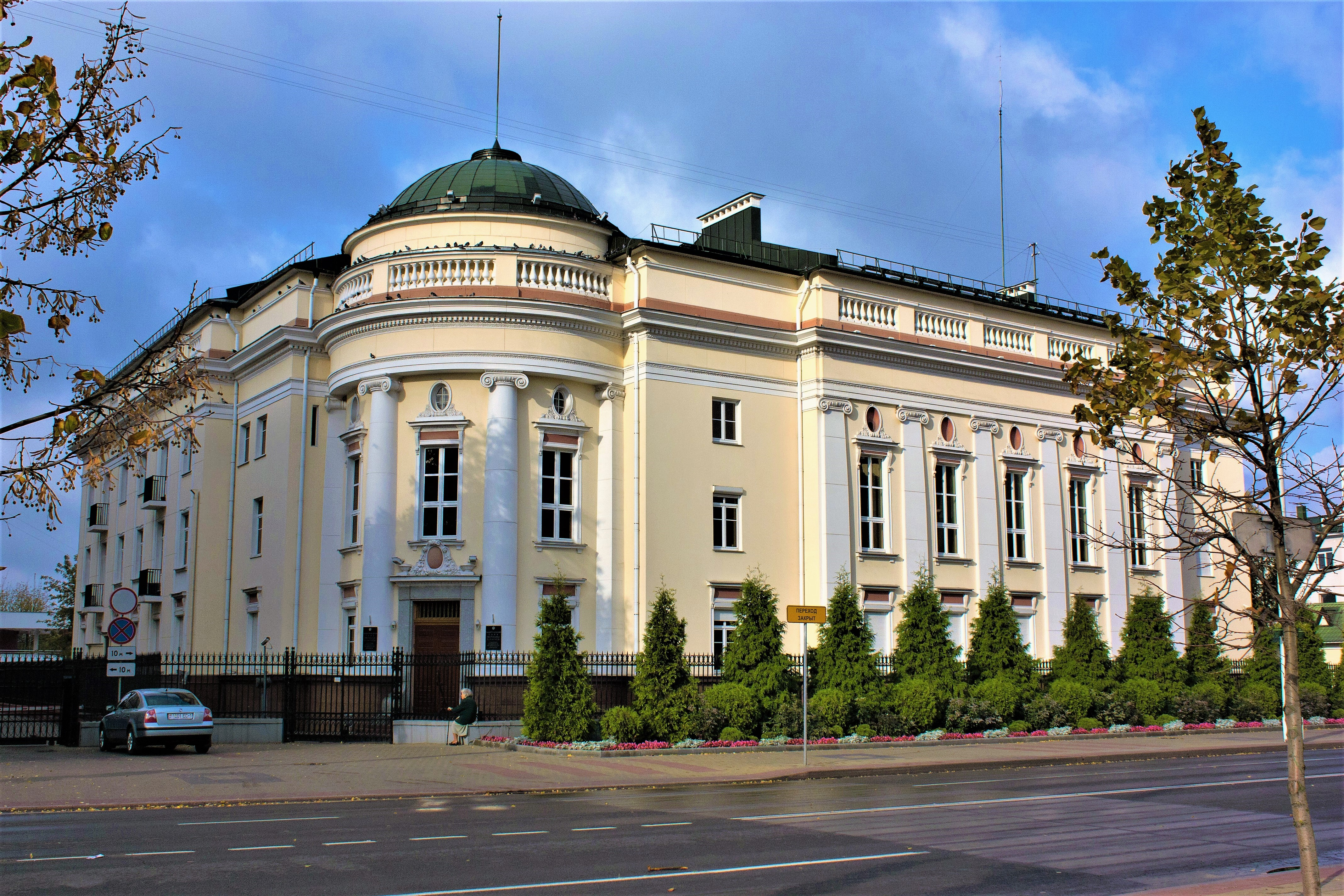
Bank Polski z 1926 r.

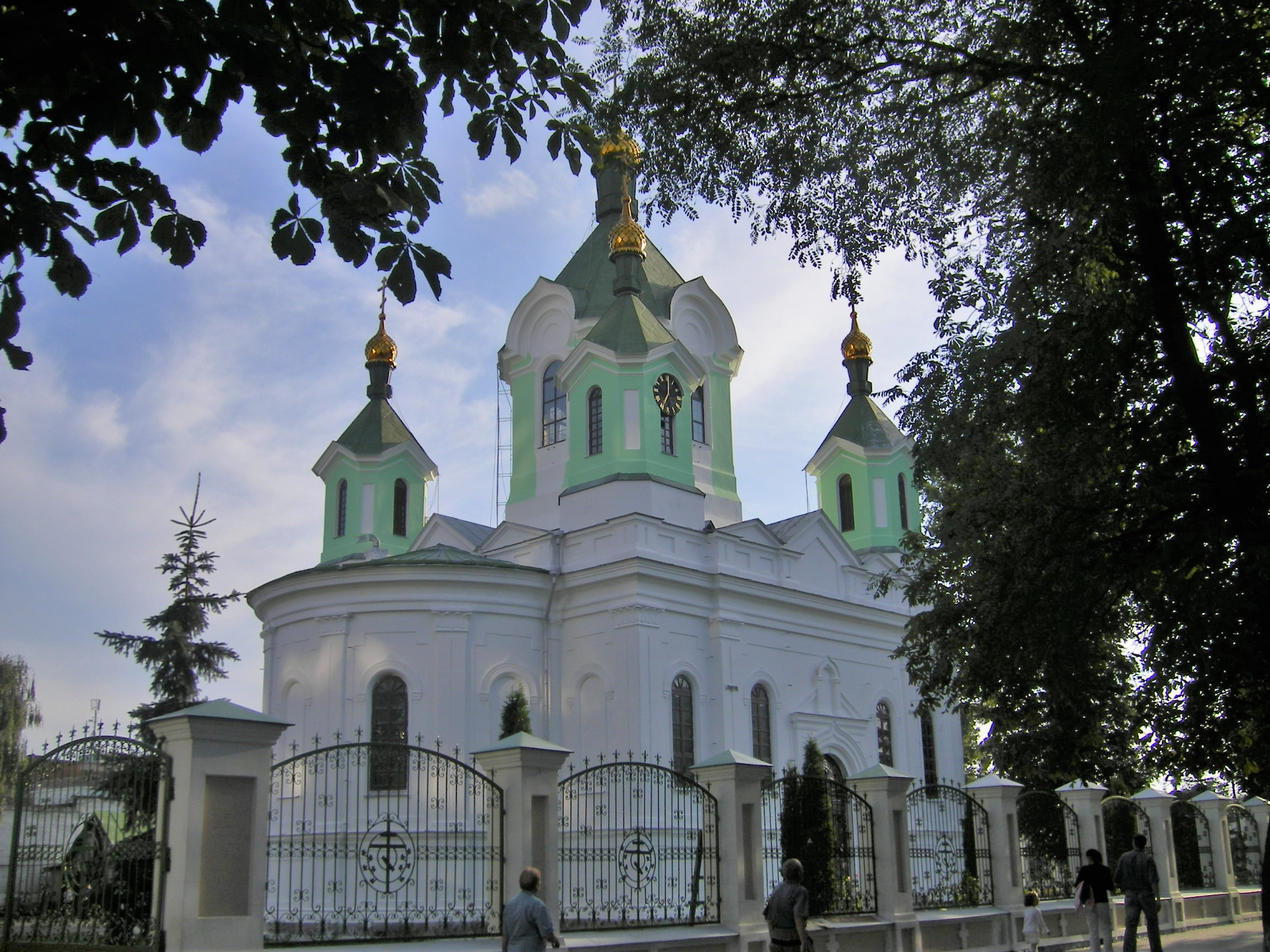
Cerkiew św. Symeona z 1868 r.

- Klasztor Bernardynek w Brześciu z XVIII w. (ruina)
- Kościół Podwyższenia Krzyża Świętego w Brześciu z 1856. (katolicki)
- Kościół ewangelicko-augsburski
- Twierdza z XIX – XX wieku
- Cmentarz Armii Bułak-Bałachowicza
- Cmentarz katolicki z kwaterą żołnierzy polskich z wojny 1920
- Cmentarz Tryszyński
- Zabudowa w „Stylu zakopiańskim” (Kolonia Wawelberga)
- synagoga Chóralna
- Wielka Synagoga
- katedra eparchii brzeskiej i kobryńskiej

zabytki modernistyczne z okresu II RP (1918–1939)
- Bank, proj. Marian Lalewicz
- Dom Harcerza z 1932, proj. Józef Rybicki
- Urząd Wojewódzki z 1938, proj. Stanisław Papiewski
- Bank Polski z 1926, proj. Stanisław Filasiewicz
- Szkoła Rzemiosł z 1937, proj. Jerzy Beill
- Kolonia mieszkaniowa „Narutowicza” z lat 1921–1939, proj. Julian Lisiecki, Marcin Weinfeld, ul. Lewaniewskiego (d. Pułaskiego)
- Hotel oficerski z 1938, proj. Jan Zachwatowicz
- Kasa Chorych z 1929, proj. Szymon Syrkus z żoną Heleną
- Kasyno Urzędnicze z lat 30. XX wieku
- dom wojewody poleskiego (obecnie Konsulat Rosji)

nieistniejące:
- Zamek w Brześciu
- Monaster św. Symeona Słupnika
- Kościół Trynitarzy pw. św. Barbary i klasztor
- Kościół Bernardynek pw. Niepokalanego Poczęcia NMP i klasztor
- Kościół Bernardynów pw. św. Jana Chrzciciela i św. Anny i klasztor
- Kościół parafialny św. Krzyża
- Kościół Brygidek pw. Zwiastowania NMP i klasztor (od 1855 więzienie)
- Kościół Jezuitów pw. Imienia Jezus i św. Kazimierza i Collegium Sapiehanum (przy rynku)
- Kościół Dominikanów pw. św. Zofii i klasztor
- Kościół Augustianów pw. św. Trójcy i klasztor (przy rynku)
- Cerkiew katedralna św. Mikołaja
- Cerkiew św. Michała Archanioła
- Cerkiew unicka śś. Piotra i Pawła i klasztor greckokatolicki
- Cerkiew św. Przemienienia Pańskiego
- Cerkiew Bracka w BrześciuCerkiew św. Trójcy
- Monaster Narodzenia Matki Bożej
- Synagoga Wielka

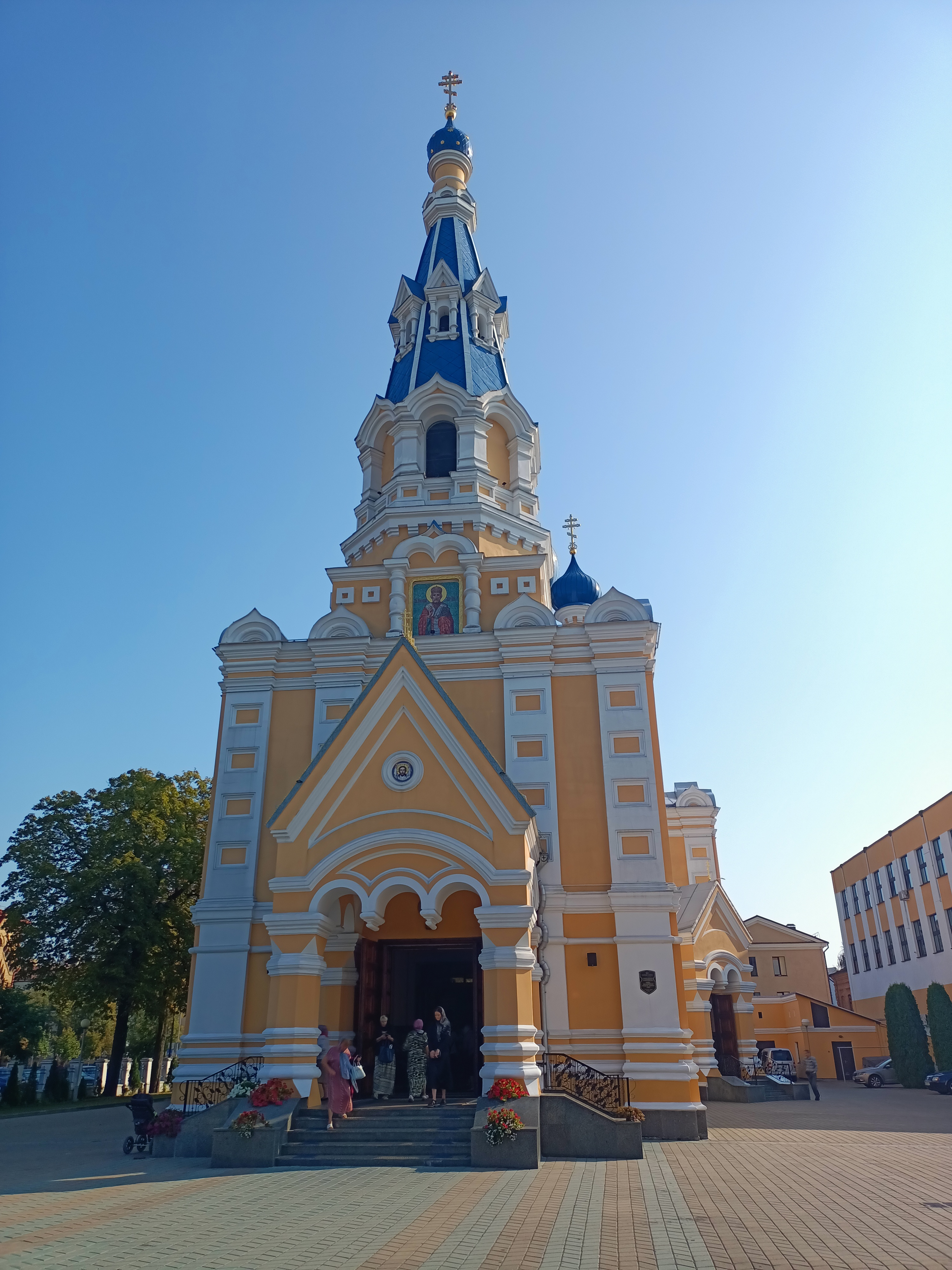
Cerkiew Bracka w Brześciu

- synagoga chóralna z poł. XIX wieku

## Muzea

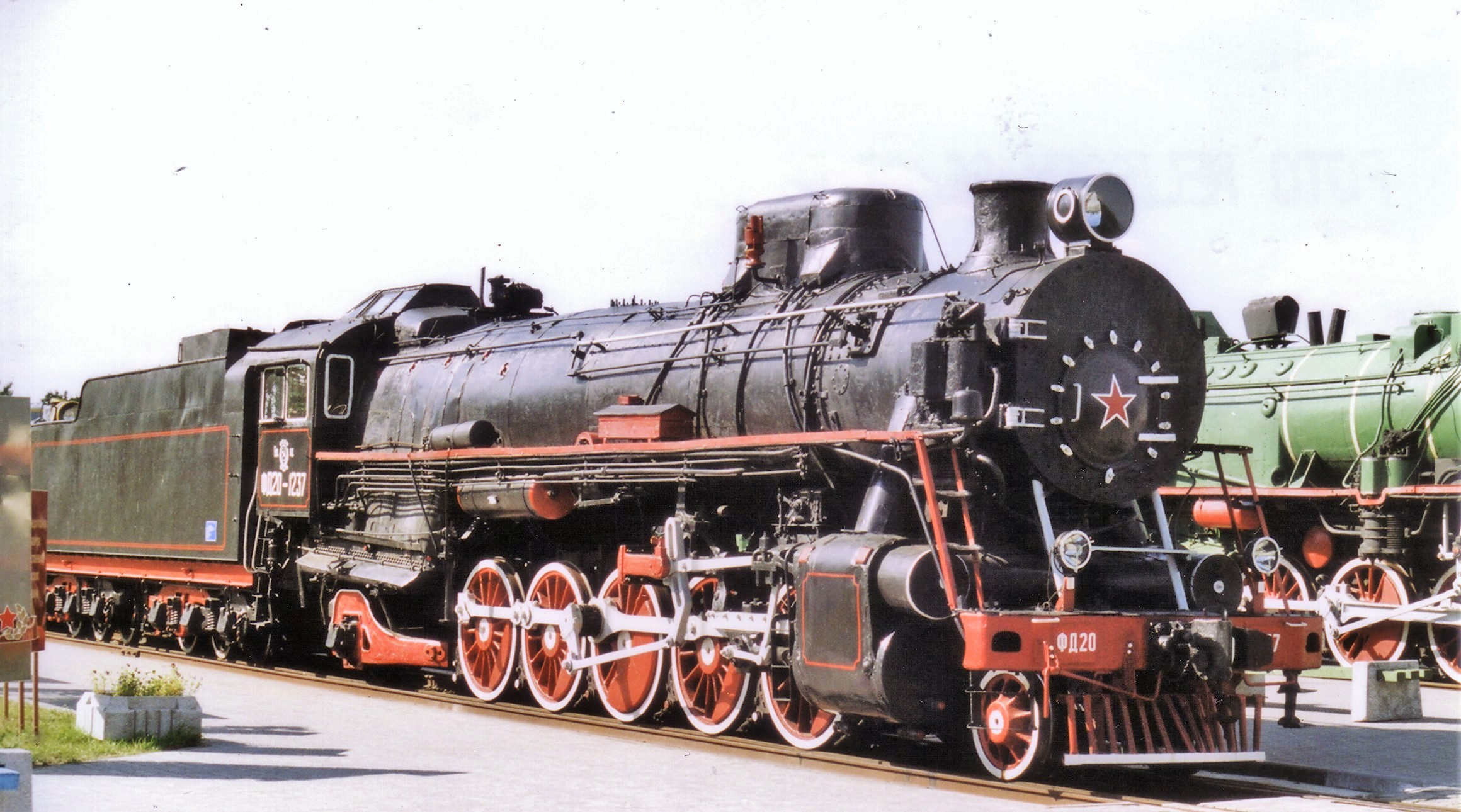
Parowóz typu Feliks Dzierżyński w Muzeum Techniki Kolejowej

- Muzeum Miasta
- Muzeum Odzyskanych Dzieł Sztuki[32]
- Mezeum Krajoznawcze[32]
- Muzeum Archeologiczne „Berestje”
- Muzeum Techniki Kolejowej
- Muzeum Obrony Twierdzy Brzeskiej

## Transport

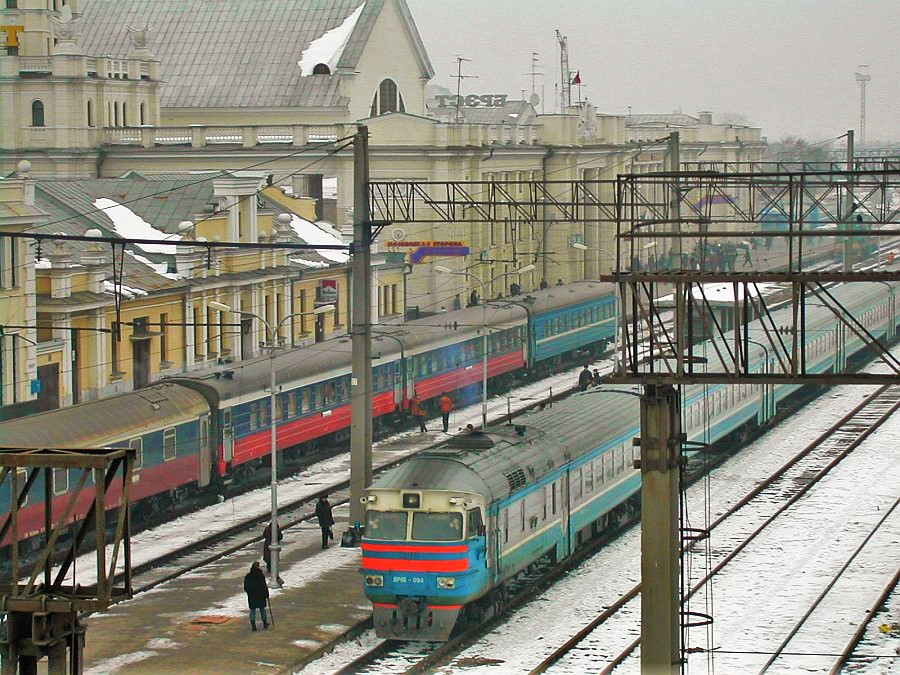
Dworzec kolejowy w Brześciu

Ważny węzeł kolejowy i drogowy; port rzeczny na kanale Dniepr-Bug; położony 17 km od miasta port lotniczy (Telmy Rządowe – Тельмы 2).
Linie kolejowe łączą Brześć z wieloma miastami (połączenia bezpośrednie):
- Brześć – Mińsk – Moskwa – Nowosybirsk
- Brześć – Mińsk – Petersburg
- Brześć – Mińsk – Wilno – Królewiec
- Brześć – Astana
- Brześć – Kowel – Kijów
- Brześć – Połowce – Czeremcha
- Brześć – Biała Podlaska – Warszawa – Berlin – Frankfurt nad Menem

Główną stacją kolejową miasta, a jednocześnie stacją graniczną, jest Brześć Centralny.
Przez północne obrzeża Brześcia przebiega droga magistralna M1, część trasy międzynarodowej E30 Cork – Omsk. W mieście znajdują się trzy przejścia graniczne – dwa drogowe (Terespol-Brześć, Kukuryki-Kozłowiczy) i jedno kolejowe.
Komunikację miejską w Brześciu obsługują autobusy i trolejbusy.

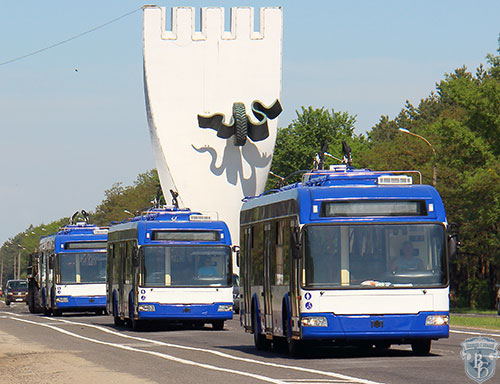
Brzeskie trolejbusy

## Ruch bezwizowy
26 grudnia 2017 r. zostało przez prezydenta Białorusi Aleksandra Łukaszenkę podpisane rozporządzenie, które umożliwiło podróż do Brześcia bez posiadania wizy. Od turystów wymaga się jednak wykupienia wycieczki na Białoruś. Do bezwizowej strefy obok Brześcia zostały również włączone rejony: brzeski, żabinecki, prużański, świsłocki, kamieniecki w tym Puszcza Białowieska na terenie Białorusi.

## Sport
Przed wojną w mieście działało kilka polskich klubów piłkarskich, m.in. wojskowe WKS 82 pp Brześć (trzykrotny mistrz Polesia), WKS 4 dsp Brześć (dwukrotny mistrz Polesia) oraz WKS Brześć, Ruch Brześć i Pogoń Brześć (jednokrotni mistrzowie Polesia). Obecnie w Brześciu na boisku kompleksu sportowego “Brzeski” oglądać można m.in. piłkarzy Dynama Brześć, występujących w białoruskiej ekstraklasie i hokeistów HK Brześć w Brzeskim pałacu lodowym.

## Urodzili się w Brześciu
- Nina Andrycz – polska aktorka,

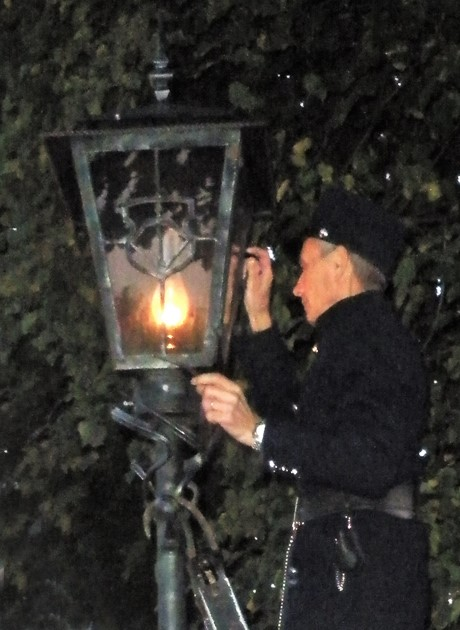
Latarnik codziennie o zmierzchu zapala i gasi o świcie naftowe latarnie uliczne

- Menachem Begin – izraelski polityk, premier Izraela, laureat Nagrody Nobla,
- Alaksandr Cwikiewicz – białoruski historyk i polityk,
- Bolesław Drukier – polski pedagog i historyk, działacz komunistyczny,
- Sykstus Estko – polski dowódca wojskowy, generał brygady armii Księstwa Warszawskiego,
- Jerzy Fedorowski – polski paleontolog, geolog, profesor, rektor Uniwersytetu im. Adama Mickiewicza w Poznaniu,
- Zdobysław Tomasz Flisowski – polski profesor, wykładowca Politechniki Warszawskiej, polityk, minister edukacji narodowej w latach 1992–1993,
- Emilia Hiżowa – polska architektka, działaczka społeczna i polityk,
- Władysław Jaskólski – major Wojska Polskiego, obrońca Twierdzy Brzeskiej,
- Władysław Jaszczołt – polski prawnik, polityk, działacz państwowy II Rzeczypospolitej,
- Piotr Karpusiuk – białoruski duchowny prawosławny, biskup Egzarchatu Białoruskiego,
- Uładzimir Karwat – białoruski pilot wojskowy,
- Roman Klim – polski regionalista, twórca Muzeum Wisły w Tczewie,
- Sławój Kucharski – polski farmaceuta, profesor,
- Władysław Kufko – polski artysta malarz,
- Abraham Kupchik – amerykański szachista pochodzenia żydowskiego
- Julija Nieściarenka – białoruska lekkoatletka,
- Jan Lebenstein – polski artysta, malarz i grafik,
- Jerzy Lileyko – polski historyk sztuki, emerytowany profesor zwyczajny KUL,
- Jerzy Lipman – polski operator filmowy,
- Jerzy Maj – polski farmakolog,
- Mitrofan (Znosko-Borowski) – rosyjski biskup prawosławny,
- Janina Natusiewicz-Mirer – polska działaczka społeczna, historyczka sztuki i archeolożka, działaczka opozycji demokratycznej w PRL, zginęła w 2010 w katastrofie prezydenckiego samolotu pod Smoleńskiem,
- Jan Ursyn Niemcewicz – polski właściciel ziemski i działacz społeczny na Polesiu, pierwszy w II Rzeczypospolitej prezydent Brześcia Litewskiego,
- Jan Wojciech Osiecki – polski mechanik specjalizujący się w teorii drgań, dynamice maszyn oraz zajmujący się sterowaniem pociskami rakietowymi, profesor Politechniki Świętokrzyskiej,
- Juliusz Pietrachowicz – polski puzonista, profesor Akademii Muzycznej w Warszawie,
- Stanisław Potrzebowski – polski duchowny rodzimowierczy,
- Aleksandr Prochorow – rosyjski piłkarz pochodzenia białoruskiego,
- Siarhiej Pryłucki – białoruski poeta i tłumacz,
- Stefan Rudniański – polski filozof i pedagog, profesor filozofii na Uniwersytecie Jana Kazimierza we Lwowie,
- Stefan Sawicki – polski uczony, emerytowany profesor zwyczajny KUL,
- Stanisław Antoni Salmonowicz – polski prawnik, profesor historii prawa na Uniwersytecie Mikołaja Kopernika w Toruniu,
- Michał Sulej – polski kompozytor, pedagog, dyrygent,
- Janusz Ignacy Symonides – polski prawnik, dyplomata i wykładowca uniwersytecki,
- Bolesław Ulanowski – polski historyk prawa, prawa kościelnego, profesor,
- Ganna Walska – amerykańska sopranistka pochodzenia polskiego,
- Nadieżda Zięba – polska badmintonistka białoruskiego pochodzenia,
- Aleksy Znosko – białoruski duchowny,
- Marina Waśko – białoruska polityczka

## Związani z Brześciem przez swoją działalność
- Władysław Byszek – polski pedagog, członek kierownictwa Ruchu Miecz i Pług,
- Adolf Bon – polski nauczyciel, spółdzielca i działacz chłopski, poseł na Sejm I kadencji (1922–1927),
- Łukasz Dziekuć-Malej – białoruski duchowny baptystyczny, działacz narodowy Białorusi, w latach 1921–1945 mieszkaniec Brześcia
- Henryk Julian Gay – polski architekt i inżynier, autor licznych projektów budynków w Brześciu,
- Alina Jaroszewicz – polska działaczka społeczna i oświatowa, prezes Klubu Polskiego w Brześciu oraz oddziału brzeskiego ZPB, redaktor naczelny „Ech Polesia”,
- Władysław Milewicz – polski lekarz, wieloletni dyrektor szpitali miejskich w Brześciu nad Bugiem, senator V kadencji (1938–1939),
- Konstanty Plisowski – polski dowódca wojskowy, dowódca obrony twierdzy brzeskiej w 1939

## Miasta partnerskie
- Biała Podlaska,
- Łuck,
- Botoszany,
- Plewen,
- Pietrozawodsk,
- Orzeł,
- Ravensburg,
- Sint-Niklaas